# 2008 en droit
Cet article présente les faits marquants de l'année 2008 en droit.

## Chronologie

### Février
- 15 février, France : deux décrets organisent la réforme de la carte judiciaire. Plusieurs tribunaux d'instances et juridictions de proximité doivent être supprimés au 1er janvier 2010 et plusieurs tribunaux d'instance au 1er janvier 2011. Les tribunaux de commerce verront aussi des modifications de ressort et des suppressions.
- 25 février, France : adoption de la loi relative à la rétention de sûreté de certains criminels et délinquants. Le Conseil constitutionnel a validé en grande partie la loi.

### Mars
- 6 mars, France : réforme du Conseil d'État avec la création d'une « section de l'administration » (en vigueur au 1er mai).
- 7 mars, France : publication de la partie réglementaire du nouveau code du travail (en vigueur au 1er mai).
- 11 mars : début du procès de trois généraux croates devant le Tribunal pénal international pour l'ex-Yougoslavie.

### Mai
- 10 mai, France : l'affaire de l'annulation d'un mariage pour erreur sur la virginité de l'épouse suscite un vif émoi dans la presse et le monde politique du pays.

### Juin
- 2 juin, Côte d'Ivoire : lancement officiel du programme de lutte contre le racket par Philippe Mangou.
- 17 juin, France : loi portant réforme de la prescription en matière civile.
- 26 juin, Italie: vote de la loi Alfano accordant l'immunité pénale aux quatre plus hauts personnages de l'État.

### Juillet
- 14 juillet : la Cour pénale internationale délivre un mandat d'arrêt contre le président soudanais Omar el-Béchir.
- 21 juillet, France : loi constitutionnelle du 21 juillet 2008 modifiant de manière substantielle la Constitution française de 1958.

### Août
- 8 août, Sénégal : sur le fondement de la loi constitutionnelle n° 2008-34 du 7 août 2008, la loi organique n° 2008-35 du 7 août 2008 portant création de la Cour suprême institue une Cour suprême[1], en lieu et place du Conseil d’État et de la Cour de cassation sénégalais.

## Décès
- 3 octobre : Jean Foyer, juriste français, professeur de droit civil et homme politique (garde des Sceaux), né en 1921.